# Möllenbeck (powiat Ludwigslust-Parchim)
Möllenbeck – miejscowość i gmina w Niemczech, w kraju związkowym Meklemburgia-Pomorze Przednie, w powiecie Ludwigslust-Parchim, wchodząca w skład Związku Gmin Grabow.